# Шталаг 338

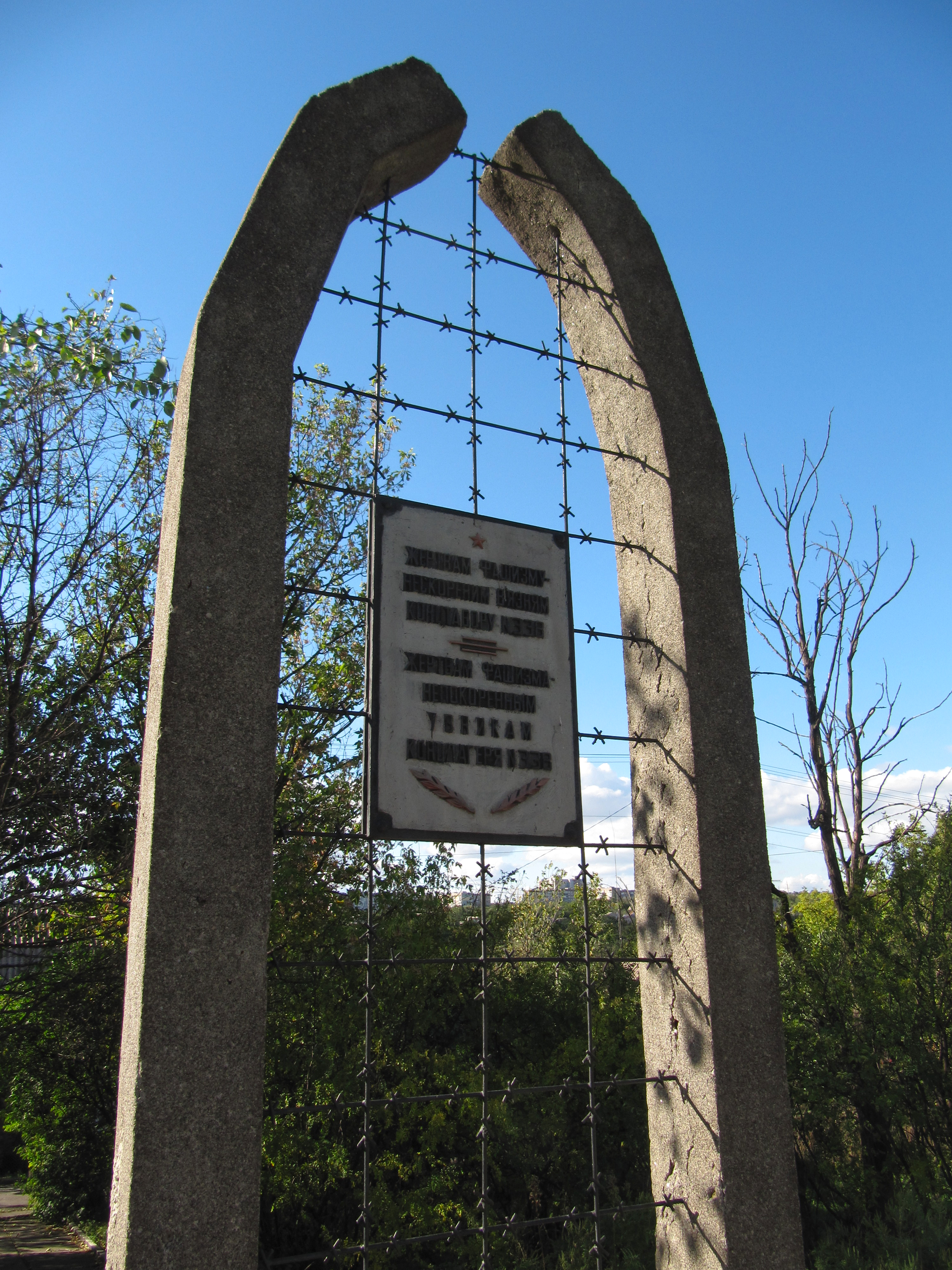
Памятный знак жертвам концлагеря в Кривом Роге.

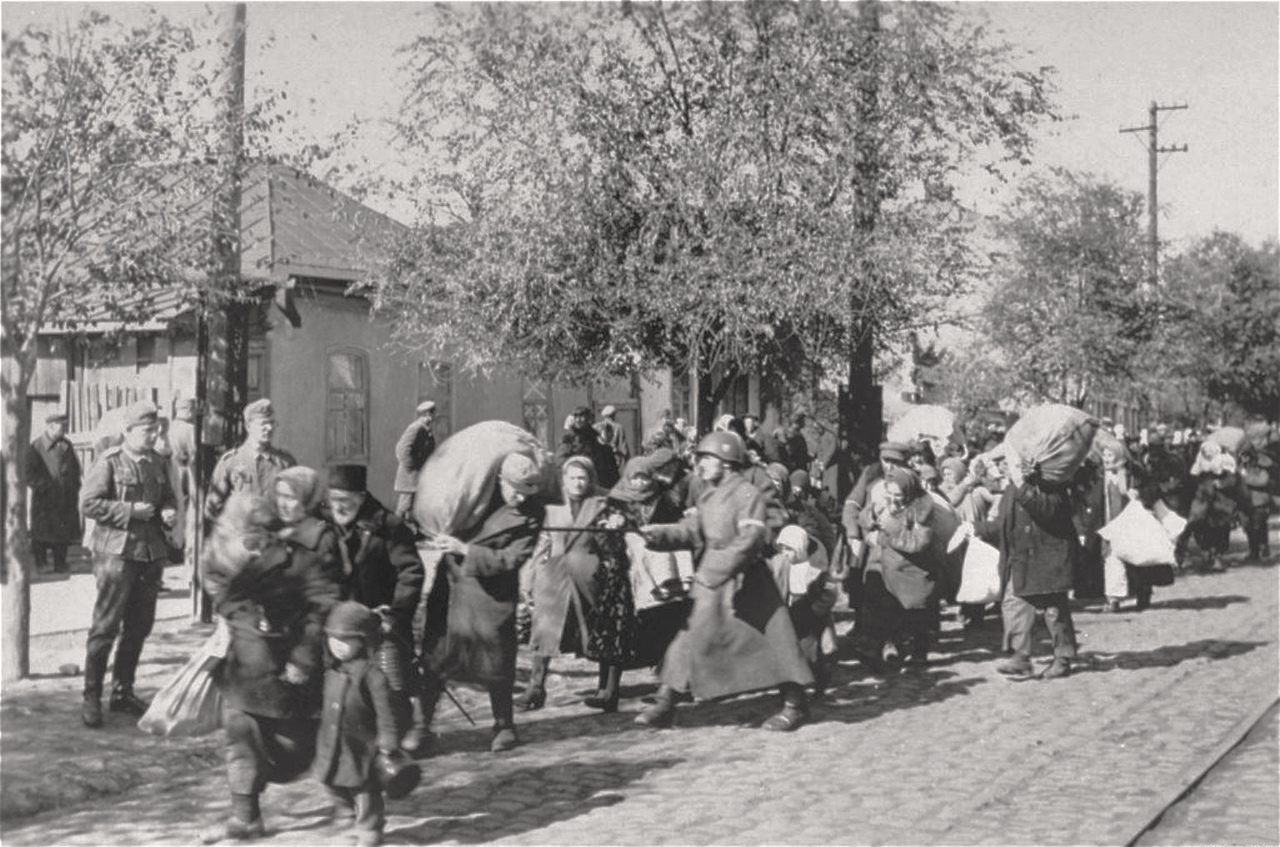
Депортация еврейского населения города. Фото изъято у пленного немецкого офицера. Из фондов Криворожского историко-краеведческого музея.

Шталаг 338 — сокращенное русифицированное название (от немецкого сокращения — Stammlager (основной лагерь), Stammannschaftslager, Stammlager für кriegsgefangene Mannschaften und Unteroffiziere) 338-го концентрационного лагеря (концлагерь) группы армий «Юг» сухопутных войск вермахта для военнопленных, в основном из числа рядового и младшего командного состава ВС СССР, и гражданских лиц, во время Великой Отечественной войны на оккупированной территории СССР.
338 концлагерь был региональным (Кривой Рог, УССР) административным, транзитным (пересыльным) и распределительным местом и организацией для учёта и использования дармовой рабочей силы, выявления противников германской оккупационной власти и геноцида советского народа (холокост на Криворожье).
В источниках встречаются названия:
- Шталаг № 338;
- Концлагерь 338;
- Криворожский концлагерь;
- Kriegsgefangenenlager/Kommando Stalag 338.

Сокращённое название в немецких документах — St.338.

## История
По немецким источникам, во время Второй мировой войны от трёх до более пяти миллионов военнослужащих ВС Союза ССР находилось в немецком плену, по другим источникам в период войны Советского Союза против нацистской Германии и её союзников в немецком плену оказались по разным оценкам от 4 млн 559 тысяч до 5 млн 270 тысяч военнослужащих и граждан Союза. Больше половины (три миллиона человек) из них скончалось. Они умирали от голода, замерзали, умирали в больницах или были расстреляны.

Ещё при выезде с аэродрома по придорожным указателям я понял, что меня везут в Кривой Рог. Как и Каховка, Кривой Рог оказался унылым, грязным, сильно разрушенным городом, забитым фашистскими войсками.

Машина остановилась перед большими чёрными воротами, которые долго не открывались. Вправо и влево от ворот тянулись заграждения из колючей проволоки в три ряда, а подальше, за заграждениями, виднелись какие-то склады. Наконец ворота открылись, мы въехали и остановились у одного из складов. Снова втолкнули в помещение — грубо, с окриками, как бездомного пса. Я упал на цементный пол.— Дольников Г. У.. Летит стальная эскадрилья. — М.: Воениздат, 1983. — 221 с. — (Военные мемуары).
В период оккупации территории УССР войсками объединённой Германией Европы на служебной территории Военного городка № 1 147-й стрелковой дивизии был сначала размещён немецкий сборный пункт (сборно-пересыльный пункт (СПП) (Auffanglager, позже Armee-Gefangenen-Sammelstellen (AGSSt))), позднее дулаг (пересылочный (транзитный) лагерь (Dulag, Durchgangslager für Kriegsgefangene)), а затем концлагерь для советских военнопленных и гражданских лиц — Шталаг № 338 (Stalag 338) — с августа (ноября) 1941 года (января 1942 года) по апрель 1942 года (февраль 1943 года). В этот период его посещал Генрих Гиммлер, сохранилась кино- и фотохроника концлагеря. В лагере содержалось около 20 000 военных и гражданских лиц, для них рацион питания был рассчитан так, чтобы самый сильный человек умер в течение одного—полутора месяцев. Ежедневно от таких условий содержания умирали от 120 до 150 узников, трупы которых вывозили на шахту имени Валявко, и сбрасывали в 40-метровый шахтный ствол, который находился недалеко от военгородка; некоторых хоронили на территории лагеря во рву. Периодически нацисты уничтожали непокорных советских граждан методом расстрела у берега реки Ингулец, но многие военнопленные не могли дойти к месту расстрела, около 2 км, так как были обессилены от голода и ранений. Один из массовых расстрелов произошёл на полпути. Сейчас на этом месте установлен «Памятник жертвам фашизма — непокорённым узникам концлагеря № 338». На территории военгородка № 1 установлены также два памятника на братских могилах погибшим и захороненным Советским воинам — один возле бывшего плавательного бассейна 17-й гвардейской танковой дивизии и другой (Братская могила № 16, похоронено девять человек) недалеко от бывшего магазина и кафе военторга. Достоверных сведений о точном количестве уничтоженных советских гражданах нет. В современной украинской исторической литературе вопрос о массовых казнях в 338-м лагере в период с 1941 по 1944 год практически не отражён.
Узников лагеря после фильтрации отправляли по лагерям: 318 (Stalag 318 °F — VIII F (Ламсдорф (Lamsdorf)), 344, VIIIA (Герлитц), VIIB, VIIIB, IIID и другие. Есть данные, что в 338-м лагере производили уничтожение еврейских женщин. В убийствах граждан на Криворожье была задействована команда применения (Айнзацкоманда (Эйнзацкоманда)) 5, группы применения (Айнзацгруппа (Эйнзацгруппа)) «С», зоной действия которой была определена прифронтовая полоса (тыл) группы армий «Юг» при оккупации Советской Украины. За время её существования задокументирован расстрел 5577 человек в девяти городах СССР (Львов, Злочев, Житомир, Проскуров, Винница, Днепропетровск, Кривой Рог, Сталино, Ростов-на-Дону).
Лагерь просуществовал до освобождения Кривого Рога. Есть данные, согласно которым 7 февраля 1944 года некоторых узников концлагеря перевели из 338-го в шталаг 367.

## Общая организация
В основном индивидуальное название концентрационного лагеря Гитлеровской Германии состояло из римской цифры присвоенной военному округу ВС Германии и заглавной буквы в соответствии с временем его размещения на территории ВО, по мере оккупации Европейской части Союза название лагерей изменились.
Все концлагеря первоначально находились в подчинении Верховного командования ВС Рейха, а с ноября 1944 года передан в подчинение СС. В них содержались захваченные и сдавшиеся в плен военнослужащие покорённых стран Европы и их союзников, солдаты в званиях рядовых, ефрейторов и сержантов (унтер-офицеров) Европейских вооружённых сил. Первоначально концлагеря были рассчитаны на размещение 10 000 человек личного состава, позже, с массовой сдачей в плен неустойчивого элемента, средняя численность размещённых военнопленных и гражданских лиц возросла до 30 000 человек. В 1941 году в германском рейхе находилось 80 лагерей. Со временем, захвата территорий других стран, их число увеличивалось.
После оформления и регистрации личных данных пленных и задержанных, поверхностного медицинского осмотра они распределялись по лагерным структурам. А через несколько дней после этого, по распределению биржи труда военнопленные и задержанные определялись в трудовые команды концлагеря, некоторых (командиры, лётчики, комиссары и так далее) отправляли в другие лагеря. Большая часть заключенных военнопленных (около 90 %) в концлагере привлекалась к работам по восстановлению промышленных предприятий порабощённых территорий. В концлагере находились только те военнопленные и задержанные, которые по ранению, болезни и истощения были не в состоянии работать на благо рейха.

Вопрос: Сколько содержались в лагере в/пленных и чем занимались?

Ответ: В г. Кривой Рог вселили в лагерь меня 15/I 1944 г., где я был до марта 1944 г. Я ничем не занимался и на работу не ходил; другие ходили, но мало. Занятий никаких с нами не проводили. В марте месяце немцы стали отступать. Меня в числе 100 человек взяли из лагеря в немецкий рабочий батальон, в котором я был с марта по 23/VIII-1944 г. — Протокол допроса М. Назина, рядового 217-го стрелкового полка 80-й гвардейской стрелковой дивизии, в отделе контрразведки «Смерш» спецлагеря № 048.

### 338 основной лагерь
Так как Кривой Рог в тот период являлся штаб-квартирой крупной группировки немецко-фашистских войск в 338 концлагере содержались и захваченные пилоты Красной армии, по воспоминанию Г. У. Дольникова: … Лагерь этот немцы создали совсем недавно специально для советских лётчиков. Режим здесь был строгий. Помещение, где мы располагались, по-видимому, до войны служило складом: широкие массивные двери, цементный пол, маленькие под самой крышей окна. Небольшая территория лагеря была ограждена колючей проволокой в три ряда. Рассказывали, что до нас здесь было несколько попыток бегства ночью под проволоку, но оказалось, что через неё пропущен электрический ток, и все попытки бежать окончились гибелью пленных. Распорядок дня был однообразным. Три раза в день под усиленной охраной эсэсовцев выводили небольшими группами в туалет. Утром и вечером давали по черпаку чая, днем ещё и суп. При такой пище постепенно терялись физические силы. Просили выводить на работу, как других военнопленных, рассчитывая, что тогда будет проще организовать побег. Но ответ получали один и тот же: — Лётчик есть интеллигент и работать не должен. На работе русский лётчик будет драп-драп и его надо много охранять! Действительно, всего несколько дней назад из нашего лагеря поездом отправили в Германию группу пилотов, которые, по слухам, разбежались в пути. Поэтому всех остальных якобы решили отправлять в Германию пешком под конвоем, что и подтвердилось в дальнейшем. … Во второй половине октября в бараке набралось уже более 50 человек.

### Рабочие команды лагеря
Рабочие команды (Arbeits-Kommando), по местам работы, названия:
- «Александрия»
- «Ново-Юльевка»
- «Широкое зерно»
- «Александровский»
- «Шаровка» (возможно — Жаровка, Чаровка)
- «Сухая Балка»
- «Ново-Подольск»
- «Карл-Маркс»
- «Гигант»
- «Большевик»
- «Индустрия»
- «Коминтерн»
- «Лозоватка»
- «Софиевка»
- «Ново-Витовск» (Ново-Витебск)
- «Ново-Житомир»
- «Радушная»
- «Лазарет 598 Кривой Рог»
- «Лагерный ревир» (санчасть)
- «Летний лагерь»
- «Забойщик»
- «Братолюбовка»
- «Скотовод»
- «Гейковка»
- «Криворожский ABT-1»
- «Верищалы» (Верищихи, Верищальны)
- «Калатчевский»
- «Глиеватка»
- «Марганец»
- «Брянск»
- «Саксагань»
- «Мариамполь»
- «Бессемерверг»
- «Никополь»
- «Резервный лазарет Кривой Рог»
- «Ильич»
- и другие

## Охрана
Начальником основного лагеря 338 являлся комендант, как правило, офицер вооружённых сил в воинском звании не ниже майора. Охраняли лагерь, как правило, солдаты и унтер-офицеры старших возрастов или младших возрастов которые долечивались после ранений и болезней в тылу и определялись в Батальон охраны страны ??? (Landesschützen-Bataillon ???).

## Численность, по годам
В исследовании Camps for Soviet POWs in Occupied Ukraine 2011 указана следующая численность заключённых, по регистрационным картам, исследованным в 2008 году 46 051, и в 2009 году — 140 338.

### 1941
- ноябрь, около 12 000 пленных и гражданских лиц[8]

### 1942
- на 1 апреля — 6 557 заключённых[3].